# Општина Селница об Драви
Општина Селница об Драви (словен. Selnica ob Dravi) је једна од општина Подравске регије у држави Словенији. Седиште општине је истоимени градић Селница об Драви.

## Природне одлике
Рељеф: Општина Селница об Драви налази се у северном делу Словеније, у словеначком делу Штајерске. На северу се општина граничи са Аустријом. Средишњи део општине се налази у долини Драве на месту где река излази из клисурастог дела свог тока и улази у равничарске крајеве. Северно од долине Драве издиже се планина Козјак, а јужно Похорје.
Општина се простире на северним падинама Похорја.
Клима: У општини влада умерено континентална клима.
Воде: Једини значајан водоток на подручју општине је река Драва. Остали водотоци су мали и њене су притоке.

## Становништво
Општина Селница об Драви је ретко насељена.

## Насеља општине
| - Велики Боч - Вурмат - Градишче на Козјаку - Згорња Селница - Згорњи Боч - Згорњи Слемен - Јанжева Гора | - Селница об Драви - Сподња Селница - Сподњи Боч - Сподњи Слемен - Свети Дух на Острем врху - Фала - Чрешњевец об Драви |  |

## Додатно погледати
- Селница об Драви